# Rachel Notley
Rachel Anne Notley (nascida em 17 de abril de 1964) é uma política canadense que foi a 17ª primeira-ministra da província de Alberta, de 2015 a 2019. Ela é membro da Assembléia Legislativa de Alberta e líder do Alberta New Democratic Party. Ela é filha do ex-líder do NDP de Alberta, Grant Notley, a carreira de Notley antes da política se concentrou no direito do trabalho, com especialização em defesa da compensação dos trabalhadores e questões de saúde e segurança no local de trabalho.
Notley foi eleita pela primeira vez para a Assembleia Legislativa na eleição provincial de 2008, sucedendo ao ex-líder do NDP Raj Pannu. Seis anos depois, em 18 de outubro de 2014, Notley ganhou a eleição da liderança do Alberta New Democratic Party na primeira cédula com 70% dos votos. Notley lidera o primeiro governo do NDP na história da província e é a primeira premier não-progressista conservadora de Alberta desde Harry Strom do Partido do Crédito Social, que serviu até 1971.